# Бондаренко, Виктор Дмитриевич
Ви́ктор Дми́триевич Бондаре́нко (род. 28 октября 1956, село Охиньки, Прилукский район, Черниговская область) — советский и украинский религиовед, философ и государственный деятель. Доктор философских наук, профессор. Профессор кафедры политологии Национальной академии государственного управления при Президенте Украины. Директор Департамента аттестации кадров Министерства образования и науки Украины (2011—2014).

## Биография
Украинец. Отец Дмитрий Павлович (1927—1982) — колхозник, мать Мария Павловна (1926—2011) — пенсионерка. Дочь Марьяна (1979), дочь Юлиана (1989). Брат Владимир (1952) — народный депутат Украины.
Прилуцкое педагогическое училище имени Ивана Франка (1972—1976). Киевский университет имени Тараса Шевченко, философский факультет (1976—1981), философ-преподаватель философских дисциплин. Национальная академия внутренних дел, факультет правоведения (1994—1997), юрист. Докторская диссертация «Институализированная православная религиозность в условиях современных общественно-политических изменений в Украине». Доктор философских (1993), профессор (1997).
- 10.1981-12.1983 — инспектор, старший инспектор Совета по делам религий при Совета Министров УССР.
- 12.1983-07.1991 — младший научный работник, старший научный работник, ведущий научный работник Межреспубликанского филиала Института научного атеизма Академии общественных наук при ЦК КПСС, город Киев.
- 07.1991-03.1993 — старший научный сотрудник отдела религиоведения Института философии АНУ.
- 03.1993-01.1994 — главный консультант Службы Президента Украины по вопросам внутренней политики.
- 01.1994-09.1996 — главный консультант, 09.1996-01.1997 — заместитель руководителя Службы по вопросам гуманитарной политики — заведующий отделом науки и образования Администрации Президента Украины.
- 22 января 1997 — 19 октября 2005 — Председатель Государственного комитета Украины по делам религий[1][2].
- 06.2007-11.2008 — ученый секретарь, 11.2008-05.2011 — первый заместитель Председателя ВАК Украины.

## Научная деятельность
Член Ассоциации религиоведов Украины (с 1993). Академик Международной кадровой академии (03.1997). Член-корреспондент Национальной академии педагогических наук Украины.
Заслуженный деятель науки и техники Украины (с декабря 2000). Почетная грамота Кабинета Министров Украины (октябрь 2001). Орден «За заслуги» III степени (июнь 2008).
Монографии: «Религиозная община в современном обществе» (1987), «Современная православная религиозность» (1989).

## Критика
Бондаренко был уволен из Министерства образования и науки в марте 2014 года, однако ещё некоторое время сопротивлялся этому решению, находясь на больничном. Во время выборов в Национального агентства по обеспечению качества высшего образования (НАОКВО), которые прошли в июне 2015 года, был избран одним из членов агентства. Это вызвало возмущение общественности.. Журналисты обращали внимание на процедуру выборов членов Агентства и на их качественный состав, к которым было предъявлено ряд претензий Протест выразило и руководство МОН, которое опубликовало заявление с осуждением выборов
31 августа 2016 года Виктора Бондаренко был исключен из состава НАОКВО, как лицо, которое подпадает под действие Закона «Об очистке власти».